# Nabu-mukin-apli
Nabu-mukin-apli – pierwszy król z tzw. dynastii E, która rządziła Babilonią od 979 do 732 roku p.n.e. W czasie swego długiego panowania (979–944 p.n.e.) zmagać się on musiał z częstymi najazdami plemion aramejskich. Zachowane inskrypcje na kilku kudurru wzmiankują trudności ze zbiorem podatków.